# 7e groupe d'automitrailleuses
Pour les articles homonymes, voir 7e groupe (unité militaire).
Le 7e groupe d'automitrailleuses (7e GAM) est une unité mécanisée de l'Armée française à la fin des années 1930. 

## Historique
Le 7e GAM est créé à Saint-Omer (Pas-de-Calais) en 1936. 
En août 1939, il est dissout pour former le 7e groupe de reconnaissance de division d'infanterie.

## Insigne
Le 7e GAM n'a pas eu d'insigne.